# Friedrich von Büren
Friedrich von Büren (lateinisch Friedericus de Buren) war ein Stammvater der Familie der Staufer im 11. Jahrhundert.

## Erwähnung
Friedrich von Büren wurde nur in einer Auflistung von Vorfahren von Kaiser Friedrich Barbarossa genannt, die 1153 durch Wibald von Stablo erstellt wurde.
Darin wurde als sein Vater ein Fridericus genannt. Weitere Informationen enthält diese kurze Aufzählung nicht.

## Buren
Die Lage der Burg Buren ist unbekannt.
Die Forschung hat mehrfach die Wäscherburg bei Wäschenbeuren als Sitz von Friedrich in Betracht gezogen. Die heute dort erhaltene Burganlage wurde jedoch erst im 13. Jahrhundert erbaut.
Auch der Burgstall Burren, der 600 Meter westlich der Wäscherburg liegt, könnte der Sitz von Friedrich gewesen sein. Dieser Standort gilt aber auf Grund seiner geringen Größe und Repräsentativität als wenig wahrscheinlich.

## Ehe und Nachkommen
Friedrich war mit Hildegard von Egisheim verheiratet. Diese stammte wahrscheinlich aus dem einflussreichen Grafengeschlecht Egisheim-Dagsburg im Elsass. Ihr Onkel väterlicherseits war wohl der spätere Papst Leo IX. Hildegard brachte große Güter mit in die Ehe ein.
Die beiden hatten sechs Kinder.
- Ludwig († spätestens Mitte 1103), wurde 1103 posthum als Pfalzgraf in Schwaben bezeichnet, Mitgründer von St. Fides zu Schlettstadt
- Adelheid († nach Sommer 1094)
- Otto (* um 1046/1047; † 3. August 1100) 1083/1084–1100 Bischof von Straßburg, 1094 Mitgründer des Klosters St. Fides in Schlettstadt
- Friedrich (* um 1047/1048; † 1105 vor dem 21. Juli), ab 1079 Herzog von Schwaben

⚭ 1086/1087 Agnes von Waiblingen (* Ende 1072; † 24. September 1143), Tochter des Kaisers Heinrich IV. aus dem Königsgeschlecht der Salier
- Konrad († nach Herbst 1094, wohl vor Juli 1095)
- Walther († nach 23. Juli 1095, vor 1103)

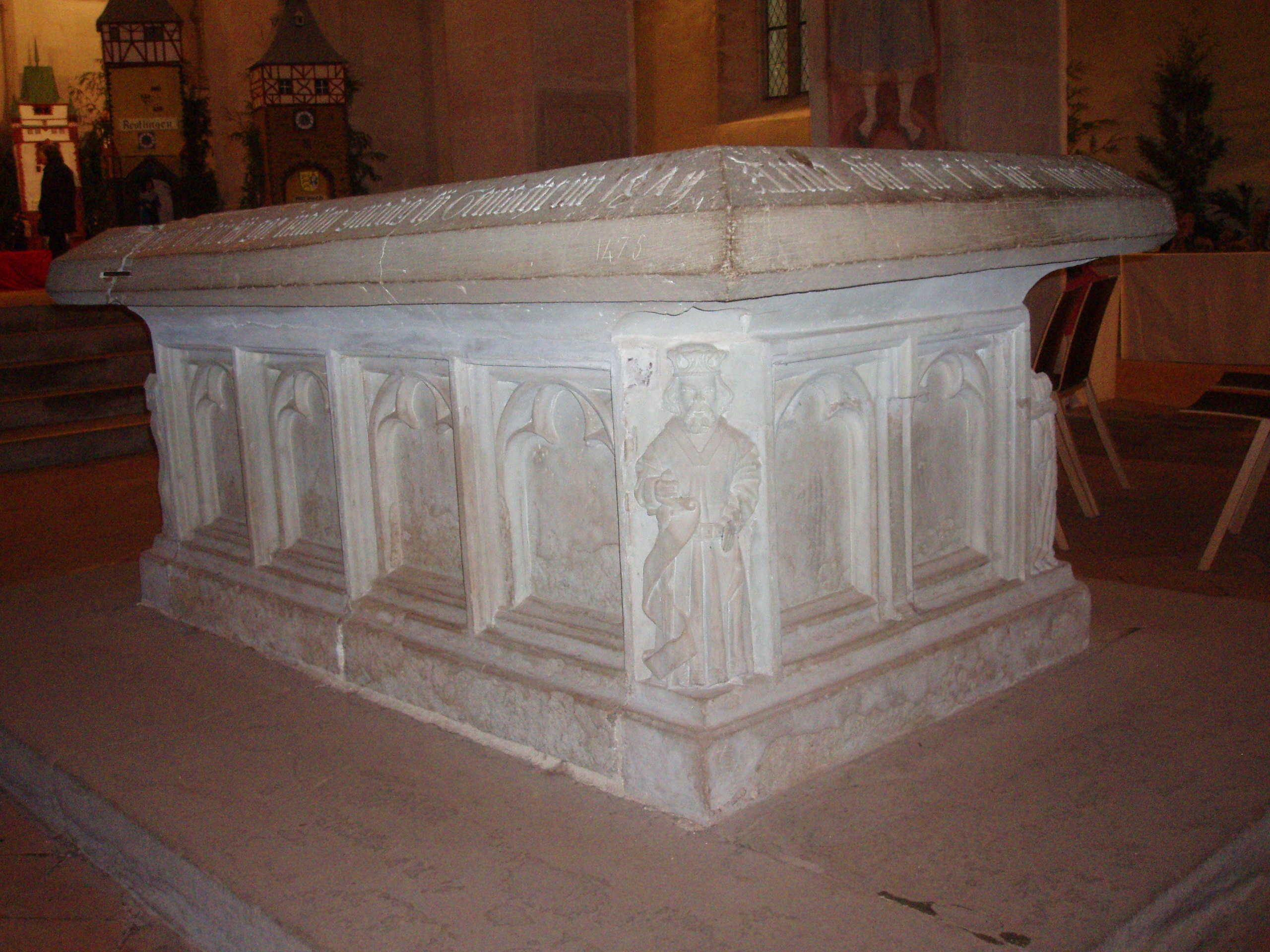
Staufertumba im Mittelschiff der Kirche vom Kloster Lorch

Es wird angenommen, dass Friedrich ursprünglich in Lorch in der damaligen romanischen Kirche des von seinem Vater gestifteten Kollegiatstifts bestattet und um 1140 bei der Umbettung seines Sohnes ebenfalls von der Stiftskirche unten im Ort hinauf in die Grablege im Kloster Lorch umgebettet wurde. Dort ließ Abt Nikolas Schenk von Arberg 1475 sämtliche Staufergräber im Mittelschiff, vor den Stufen des Chores und im Chor öffnen und die Überreste in einer Gruft unter der Tumba bestatten, die im Mittelschiff der Klosterkirche steht.